# 과격자매단
《과격자매단》은 매주 월요일 바쉬가 다음 웹툰과 카카오페이지에서 연재하는 웹툰이다. 시즌 1은 2018년 12월 3일에 완결되었고, 2019년 6월 10일에 시즌 2를 시작하였다. 현재는 휴재 중이다.

## 등장인물
- 바쉬
- 타토
- 마님(바쉬 친엄마)
- 쿨대디(바쉬 친아빠)